# Дев'ятина
Дев'ятина — натуральний платіж, який сплачували феодалам залежні селяни у XVIII-XIX століттях на Закарпатті. Становила 1/9 податків селянського господарства. Розрізнялися мала (скасована в 1836) і велика дев'ятини (скасована в ході селянської реформи 1848 в Австрії).

## Спосіб розрахунку та сплати
Дев'ятина збиралася пшеницею, житом, вівсом, ячменем, просом, льоном, виноградом, медом, вином, коноплею, худобою та бобовими культурами. Поміщики прагнули встановити точні розміри дев'ятини, розраховуючи їх за показниками найврожайніших років.

## Види податку
Розрізнялася мала дев'ятина, яка збиралася переважно худобою та іноді медом та іншими продуктами, і велика дев'ятина, яку селяни платили переважно зерном та виноградом чи вином.

## Скасування
Мала дев'ятина остаточно заборонена в 1836, а велика — скасована під час селянської реформи 1848 в Галичині, на Буковині та Закарпатті.